# Lista över postmästare i Sverige
Det här är en lista över postmästare i Sverige.
Denna påbörjade lista är en sammanställning över postmästare i svenska städer från 1600-talet och fram till 1800-talet. Städerna listas i bokstavsordning.

## Alingsås
- 1683–1694: Nils Johansson
- 1694–1706: Lars Svanman
- 1706–1722: Arvid Falck
- 1722–1739: Johan Tistelgren
- 1739–1760: Nils Tistelgren
- 1760–1790: Henrik Sebastian Sommar
- 1790–1792: Johan Peter Lindman
- 1792–1811: Christian Arsenius
- 1811–1853: Jakob Weckberg
- 1853–1859: Per Christoffer Falkengren
- 1859–1877: Carl Wilhelm Reinhold von Baumgarten
- 1877–1893: Birger Johan Söderström
- 1893–: Bror Erik Moberg

## Anderslöv
- 1864–1886: Carl Theodor Öhrström

## Arvika
- 1838–1844: Magnus Nilsson
- 1844–1863: Gustaf Edvard Geijer
- 1863–1877: Linus Adlerstam
- 1877–: Andreas Gustaf Hillbom

## Askersund
- 1681–1698: Anders Andersson
- 1698–1700: Fustina Asshover (Asshouger)
- 1700–1711: Olof Heef
- 1711–1720: Henrik Staaf
- 1720–1735: Anders Staaf
- 1736–1742: Peter Håberg
- 1742–1758: Georg (Göran) Wahlenberg
- 1758–1769: Johan Brogren
- 1769–1778: Adam Bolijn
- 1779–1788: Carl Lars Lindblad
- 1788–1797: Lars Aulin
- 1797–1813: Adolf Fredrik Ljungqvist
- 1813: Adolf Wallvik
- 1813–1845: Fehr Gustaf Fischer
- 1845–1860: Erik Nordvall
- 1860–1872: Reinhold Schröder
- 1872–1887: Daniel Wilhelm Lindhult
- 1887–: Andens Lenander

## Eksjö
- 1675–1705: Sven Knutsson Ekstedt
- 1705–1725: Jakob Svensson Ekstedt
- 1725–1737: Jöns Grönvall
- 1737–1743: Samuel Cassel
- 1743–1753: Lars Kniberg
- 1753–1774: Bengt Bergander
- 1775–1782: Nils Fagrell
- 1782–1787: Hans Nehrman
- 1787–1790: Olof Gabriel Löfvenskiöld
- 1790–1817: Jonas Adolf Cather
- 1817–1819: Carl Magnus Hernlund
- 1819–1855: Anders Daniel Ljung
- 1855–1862: Johan Samuel Palmaer
- 1862–1876: Sebastian von Knorring
- 1877–1890: Carl Wilhelm Reinhold von Baumgarten
- 1890: Karl Rudolf Appelberg
- 1890–: Lars Cederborg

## Jönköping
- Jöns Pedersson Brattman
- Jonas Georgii Svebilius
- 1675–1701: Ambjörn Ulf
- 1702–1716: Sven B. Aureen
- 1716–1729: Petter Aschan
- 1729–1744: Nanne Segerdahl
- 1744–1753: Carl Gustaf Kiernander
- 1753–1769: Lars Kniberg
- 1770–1780: Henric Fredric Scherman
- 1780–1792: Gustaf Wilhelm Björkman
- 1792–1800: Anders Sjölin
- 1800–1840: Anders Sjölin
- 1840–1866: Nils Christian Neiglick
- 1867–1874: Carl Jacob Munck af Fulkila
- 1874–1881: Paul Christoffer Billing
- 1882–1886: Frans Albert Boström
- 1887–: Johan Albert Olsson

## Norrtälje
- 1675–1681: Oluff Ingelsson
- 1681–1707: Johan Olofsson
- 1707–1719: Carl Tellstrand
- 1720: Johan Diedrich Ekenberg
- 1794: Johan Diedrich Ekenberg
- 1794–1807: Gustaf Diedrich Ekenberg

## Nyköping
- 1656: Zacharias Olofsson
- 1618: Catharina de Besche
- 1681–1694: Gilius Willemoth
- 1694–1696: Johan Salahn
- 1696–1713: Leonard Törnbohm
- 1713–1730: Mårten Törnbohm
- 1730–1751: Peter Cederberg
- 1751–1773: Johan Palmér
- 1773–1803: Göran Johan Öller
- 1803–1809: Carl Gustaf Sodenstierna
- 1809–1824: Johan Wilhelm Sodenstierna
- 1824–1856: Samuel Leonard Ljungsvärd
- 1856–1859: Fredrik Ehrensvärd
- 1860–1875: Johan Jakob Montell
- 1876–1877: Gustaf Ferdinand Lundvall
- 1877–: Fredrik Wilhelm Oldenburg

## Östergötland

### Borensberg
- 1865–1869: Carl Johan Asp
- 1869–1886: Johan Vietorin
- 1887–1893: Johan August Wilhelm Brohlin

### Boxholm
- 1787–1797: Jonas Hellstrand
- 1797–1800: Jonas Sundberg
- 1800–1804: Anders Gustaf Hjertsäll
- 1804–1807: Jonas Magnus Busck
- 1807–1810: Carl Gustaf Ollenberg
- 1810–1812: Niclas Kahm
- 1812–1825: Nils Henrik Hedén
- 1825–1858: Pontus af Burén (1802–1878)
- 1858–1885: Pontus af Burén (1835–1905)

### Linköping
- 1675–1687: Gudmund Röding
- 1687–1698: Johan Nordman
- 1698–1719: Magnus Rinström
- 1719–1723: Johan Wallenström
- 1723–1730: Anders Pihl
- 1730–1752: Elias Pernau
- 1752–1768: Sven Johan Widman
- 1768–1795: Anders Stjerna
- 1795–1840: Carl Gustaf Hwasser
- 1841–1864: Michael Adolph Blûm
- 1864–1878: Bengt Carl Bergman
- 1879–: Karl Johan Westman

### Mjölby
- 1883–: August Ferdinand Möllerberg

### Norrköping
- 1689: Albrekt Tillman
- 1689–1693: Anthonius Witte
- 1694–1708: Gilius Willemoth
- 1708–1713: Lars Hägg
- 1714–1723: Jakob Boneau
- 1723–1731: Johan Nourin
- 1731: Johan Ekebohm
- 1732–1733: Jakob Ekebohm
- 1733–1748: Eric Holm
- 1748–1753: Nils Holm
- 1753–1780: Hans Olof Silwius
- 1780–1807: Adam Fredrik Regnér
- 1807–1822: Israel Söderblom
- 1822–1823: Thure Leonard Gyllenpalm
- 1824–1841: Johan Wilhelm Sodenstierna
- 1844–1865: Carl Stellan Mörner
- 1866–1876: Henrik Sundewall
- 1876–1886: Fredrik Essen
- 1886–: Gustaf Wilhelm Adler

### Skänninge
- 1674–1704: Bengt Håkansson
- 1704–1710: Anders Schenström
- 1711–1765: Johan Storck
- 1765–1788: Anders Georg Storck
- 1788–1802: Lars Sarnau
- 1802–1814: Johan Peter Dahlström
- 1814–1820: Georg Malte Malmsten
- 1820–1824: Gustaf Barck
- 1824–1863: Carl Otto von Baumgarten
- 1863–1877: Carl Gerhard Gustaf Stuart
- 1877–1889: Johan Anton Lindqvister
- 1889–: Per Anders Richard Källström

### Söderköping
- 1675–1687: Erasmus Rizander
- 1691–1694: Hindrich Distman
- 1694–1711: Anders Arvidsson Brunswik
- 1711–1712: Johannes Johannis Nordman
- 1712–1719: Sven Suno Brauner
- 1719–1721: Carl Sahlfeldt
- 1721–1725: Jacob Collin
- 1725–1746: Johan Tollengren
- 1746–1776: Johan Magnus Wietius
- 1777–1794: Eric Johan Westberg
- 1795–1818: Sven Cederborg
- 1818–1849: Sven Mathias Theodor Cederborg
- 1850–1855: Nils Limnelius
- 1856–1865: Göran Krok
- 1866–1883: Philip Wilhelm Cederborg
- 1884–: Johan Edvard Möllerberg

### Vadstena
- 1676–1691: Jöns Persson
- 1691–1706: Augustin Ulvin
- 1706–1727: Birger Eliasson Tollbom
- 1728–1738: Torsten Hellstrand
- 1738–1741: Daniel Palmgren
- 1741–1762: Magnus Wetterling
- 1762–1778: Abraham Sahlstedt
- 1778–1785: Lars Georg Lindblom
- 1785–1790: Johan Lorentz Gillberg
- 1790–1799: Carl Johan Gillberg
- 1799–1803: Erik Magnus Wickelius
- 1803–1826: Svante Benjamin Ljungqvist
- 1827–1852: Anders Abraham Ringqvist
- 1853–1881: Carl Johan Strand
- 1882–1896: Gustaf Herman Lindberg

### Ödeshög
- 1839–1840: Gustaf Mauritz Edelfelt
- 1840–1882: Olof Åkesson Cervin
- 1883–1893: Johan Bengtson
- 1893–1897: Nils Beter Jacobson
- 1897–: Emil Wilhelm Lundgren